# Neodolichomitra yunnanensis
Neodolichomitra yunnanensis är en bladmossart som beskrevs av T. Koponen 1971. Neodolichomitra yunnanensis ingår i släktet Neodolichomitra och familjen Hylocomiaceae. Inga underarter finns listade i Catalogue of Life.